# Simplement pour un soir
Simplement pour un soir est une émission de variétés de la télévision française diffusée sur France 2 et présentée par Patrick Sabatier du 20 octobre 2012 au 15 juin 2013. À partir du deuxième numéro, le 12 janvier 2013, il est rejoint par Virginie Guilhaume.
L'émission a pour but d'organiser des duos entre deux chanteurs, l'un disparu et l'autre encore en activité. Tel que Michel Sardou et Claude François interprétant Le Chanteur malheureux. Pendant les premières minutes de l'émission, Virginie Guilhaume et Patrick Sabatier invitent le téléspectateur à se glisser dans les coulisses de l'émission.

## Premier numéro: 20 octobre 2012

### Invités
- Michel Sardou
- Anne Roumanoff
- M. Pokora
- Jenifer
- Enrico Macias
- Francis Huster
- Liane Foly
- Hélène Ségara
- Anggun
- Les Stentors
- Vincent Niclo
- Mickaël Miro
- Chœurs de l'Armée rouge
- Les danseuses de Crazy Horse

## Second numéro: 12 janvier 2013

### Invités
- Céline Dion
- Mireille Mathieu
- Garou
- Chimène Badi
- Nolwenn Leroy
- Chantal Ladesou
- Florent Pagny
- Dany Brillant
- Baptiste Giabiconi
- Véronique Jannot
- Vincent Niclo

## Troisième numéro: 30 mars 2013

### Invités
- Pascal Obispo
- Nicoletta
- Serge Lama
- Élodie Gossuin
- Sébastien Cauet
- Shy'm
- M. Pokora
- Lara Fabian
- Sophie Thalmann
- Vincent Niclo
- Sofia Essaidi
- Bastian Baker
- Salut les copains

## Best-of: 15 juin 2013
Patrick Sabatier propose un best-of des trois numéros de Simplement pour un soir. Il s'agit du dernier numéro de l'émission. 

## Audiences
Lors du premier numéro de Simplement pour un soir, l'émission est diffusée en face de Danse avec les stars. Face au concours de danse, le 20 octobre 2012, l'émission rassemble 3.3 millions de téléspectateurs, et 15,1 % de part d'audience. Un beau score pour France 2.
Le second numéro de l'émission, diffusé le 12 janvier 2013, fait encore mieux avec 3 430 000 téléspectateurs, soit 15,6 % de part d'audience.
Le troisième numéro est cependant un échec, étant diffusé face à The Voice. En effet, l'émission réalise une petite audience de 1 860 000 téléspectateurs, pour 8,7 % de part d'audience.
La chaîne diffuse un dernier numéro, best-of des trois numéros, le 15 juin 2013. Réalisant un score moyen de 2.320.000 téléspectateurs pour 11,1 % de part d'audience, l'émission ne connaîtra pas de nouveaux numéros.